# 麻里
麻里（まり、1986年8月24日 - ）は、日本のファッションモデル。東京都出身。ABP inc.所属。

## 人物
母がフランス人のハーフ。3歳下の妹樹里もモデルをしている。趣味はお菓子作り。特技は服作り、日本舞踊。
『PS』や『SEDA』などのファッション雑誌や、ハイファッション系のファッション雑誌、東京コレクションなどファッションショーのモデルとして活躍。
2008年夏に結婚。2009年1月に第一子となる大輝（たいき）を出産。現在、子育てとモデル業を両立している。

## 主な出演

### CM
- マクドナルド 『えび・チキ篇』（2005年）
- ポーラ化粧品 APEX-i 『たったひとつの肌へ篇』（2006年）
- キリンビール 『人々の中の誇り篇』（2008年）

### PV
- RADWIMPS 『25コ目の染色体』
- JONTE 『道の先 and you』

### 広告
- 八王子東急スクエア
- 千葉ステーションビル
- 京王八王子ショッピングセンター

### ショー
- DO!FAMILY
- LIMI feu
- VenusFort with spring
- anrealage
- ninita
- CANDY STRIPPER

## 書籍

### 雑誌
- CUTiE
- MORE
- SEDA
- PS
- JILLE
- Soup
- Zipper
- 装苑
- non-no